# Tabanus eggeri
Tabanus eggeri là một loài ruồi Địa Trung Hải trong họ Tabanidae, được tìm thấy ở Pháp, Ý, Albania, Croatia, Herzegovina, Bungary và Maroc. Cũng có một số ghi nhận loài này ở Bồ Đào Nha, Tây Ban Nha và Israel.

## Hình ảnh

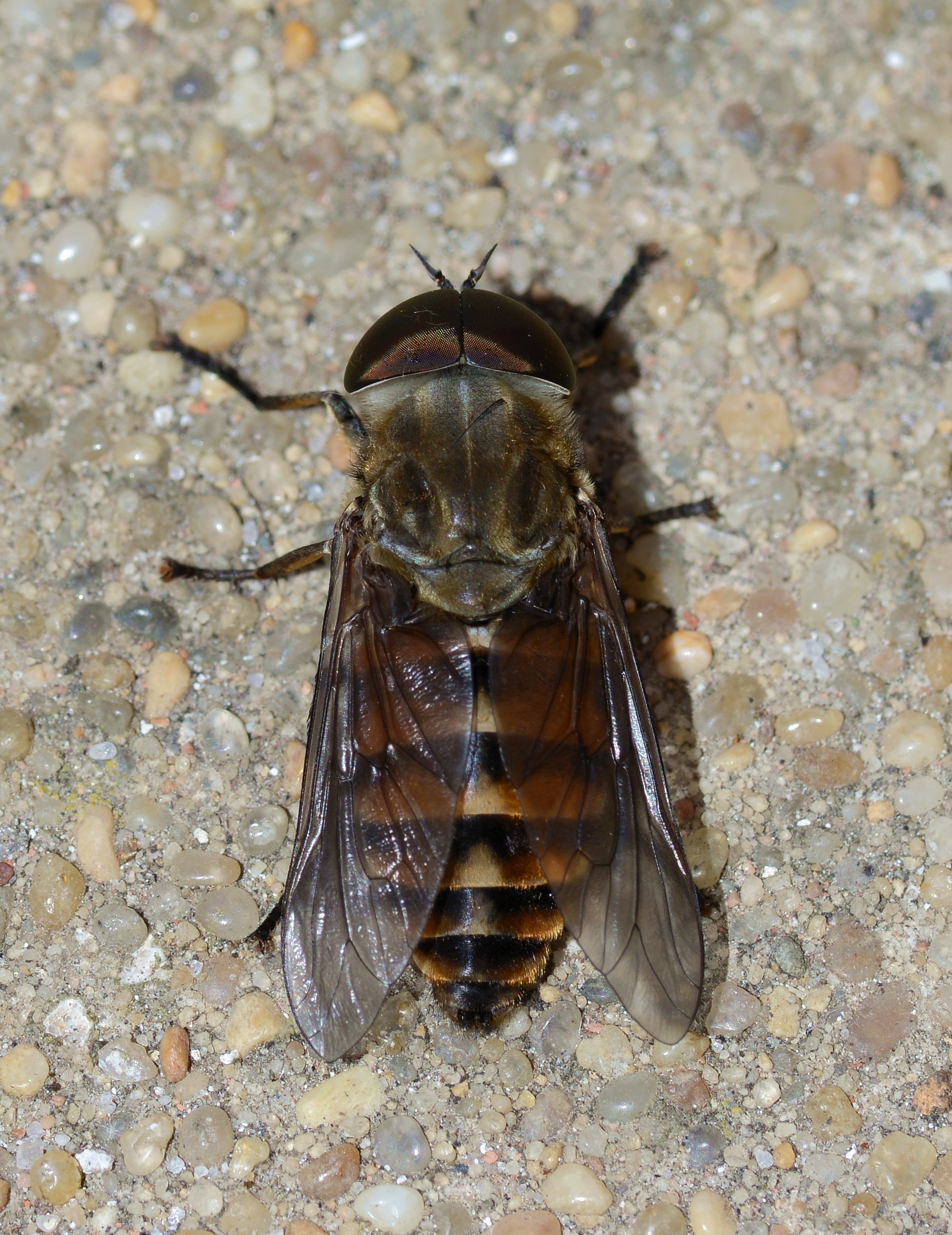
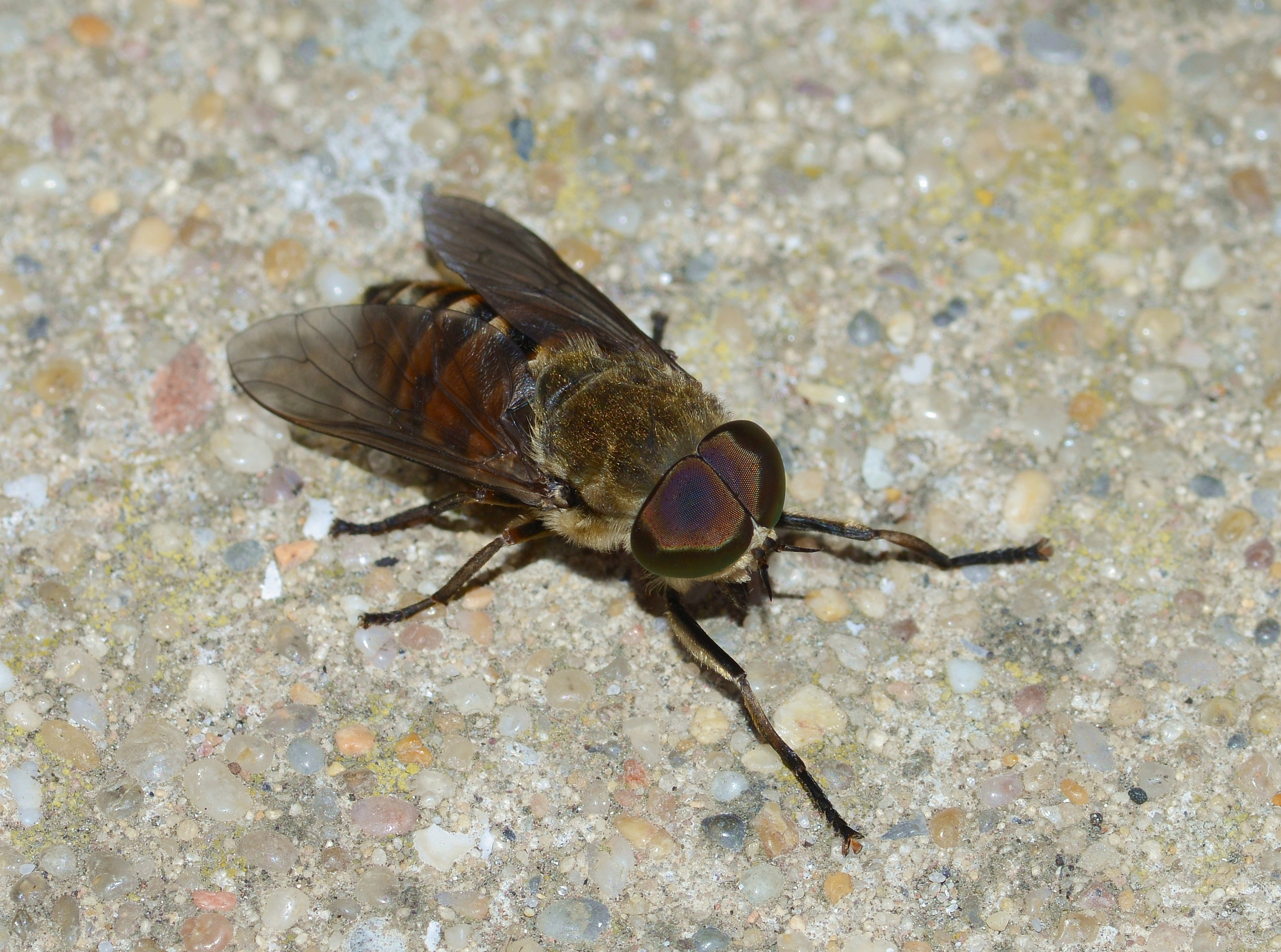
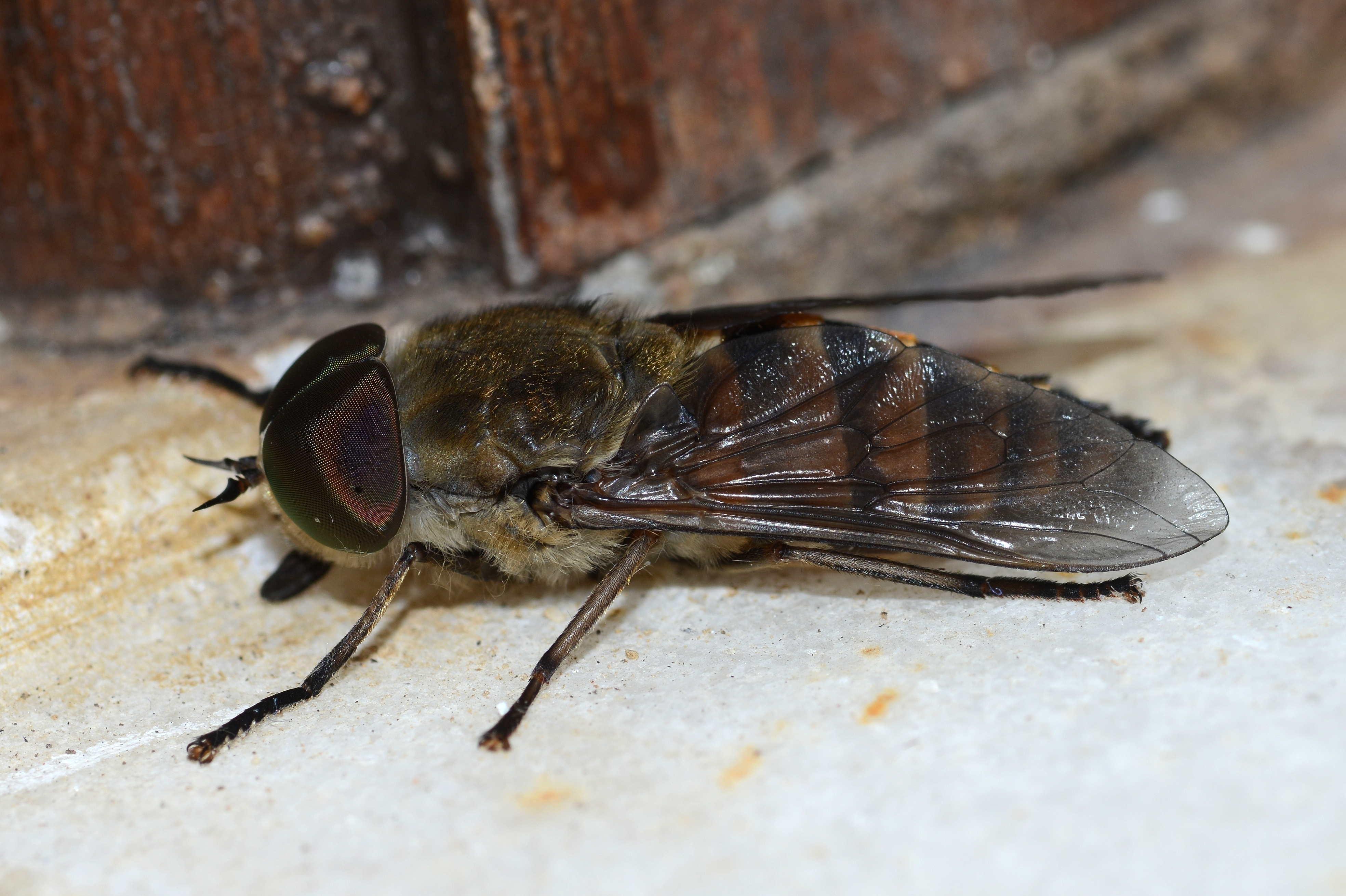
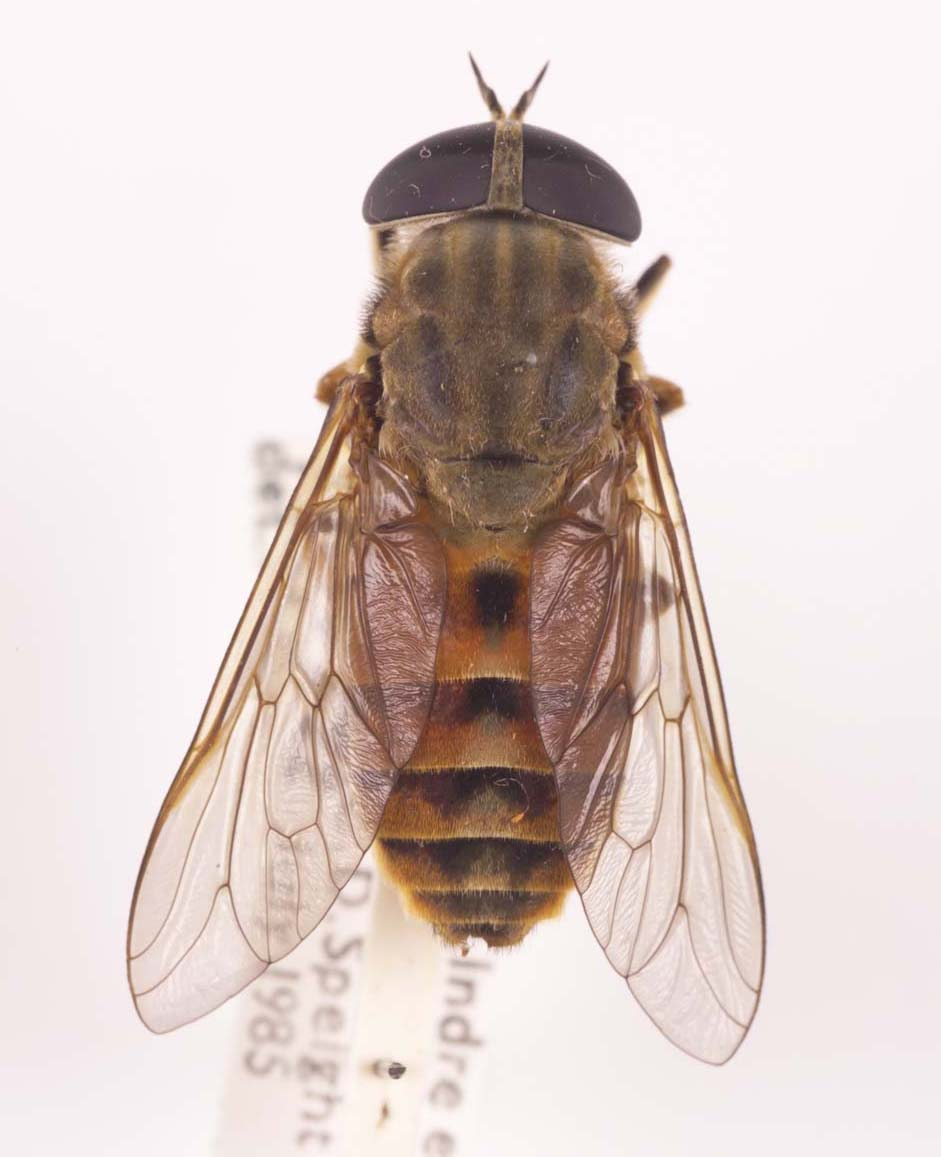